# Connie Nielsen
Connie Inge-Lise Nielsen (Frederikshavn, 3 de julho de 1965) é uma atriz dinamarquesa. Ela é melhor conhecida por seus papéis nos filmes Gladiador, O Advogado do Diabo, Violação de Conduta e A Sangue Frio.

## Biografia
Nielsen nasceu em Frederikshavn. Seu pai, Bent Nielsen, era motorista de ônibus, e sua mãe trabalhava com seguros, e também atuou e escreveu musical. Connie foi criada como Mórmon, e cresceu em uma pequena aldeia chamada Elling. Ela começou sua carreira trabalhando ao lado de sua mãe numa revista local. Aos dezoito anos viajou para Paris, na França, onde trabalhou como atriz e modelo, prosseguiu com seu trabalho e estudo na Itália — na escola de teatro em Roma com Lydia Styx, uma professora da il Piccolo Teatro di Milano, em Milão. Depois de muitos anos morando na Itália, Connie se mudou para os Estados Unidos, onde ainda reside. Nielsen tem um filho, Sebastian (nascido em 2 de junho de 1990), de um relacionamento anterior. Namorou o baterista da banda Metallica, Lars Ulrich, por boa parte dos anos 2000 e em 21 de maio de 2007, eles tiveram um filho, chamado Bryce Thadeus Ulrich-Nielsen. Nielsen é fã da banda The Clash e dos diretores dinamarquêses Lars von Trier e Thomas Vinterberg. O último dirigiu o vídeo musical da banda Metallica para a música "The Day That Never Comes". Connie é fluente em sete idiomas: dinamarquês, inglês, francês, alemão, italiano, norueguês e sueco.

## Filmografia

### Cinema
| Ano  | Título Original                           | Título (Brasil)                           | Papel                  |
| ---- | ----------------------------------------- | ----------------------------------------- | ---------------------- |
| 1984 | Par où t'es rentré ? On t'a pas vu sortir | Par où t'es rentré ? On t'a pas vu sortir | Eva                    |
| 1991 | Vacanze di Natale '91                     | Vacanze di Natale '91                     | Brunilde/Vanessa       |
| 1993 | Voyage                                    | Uma Viagem ao Inferno                     | Ronnie Freeland (TV)   |
| 1994 | Le paradis absolument                     | Le paradis absolument                     | Sarah (para TV)        |
| 1997 | The Devil's Advocate                      | O Advogado do Diabo                       | Christabella Andreoli  |
| 1998 | Permanent Midnight                        | Uma Vida Alucinante                       | Dagmar                 |
| 1998 | Rushmore                                  | Três é Demais                             | Sra. Calloway          |
| 1998 | Soldier                                   | O Soldado do Futuro                       | Sandra                 |
| 2000 | Dark Summer                               | Dark Summer                               | Megan Denright         |
| 2000 | Mission to Mars                           | Missão Marte                              | Terri Fisher           |
| 2000 | Gladiator                                 | Gladiador                                 | Lucilla                |
| 2002 | One Hour Photo                            | Retratos de Uma Obsessão                  | Nina Yorkin            |
| 2002 | Demonlover                                | Espionagem na Rede                        | Diane de Monx          |
| 2003 | The Hunted                                | Caçado                                    | Abby Durrell           |
| 2003 | Basic                                     | Violação de Conduta                       | Osborne                |
| 2004 | Brødre                                    | Brothers                                  | Sarah                  |
| 2004 | Return to Sender                          | Na Linha da Morte                         | Charlotte Cory         |
| 2005 | The Great Raid                            | Grande Ataque                             | Margaret Utinsky       |
| 2005 | The Ice Harvest                           | A Sangue Frio                             | Renata Crest           |
| 2006 | The Situation                             | Bastidores da Guerra                      | Anna Molyneux          |
| 2007 | Battle in Seattle                         | A Batalha de Seattle                      | Jean                   |
| 2008 | Danny Fricke                              | Danny Fricke                              | Danny Fricke (para TV) |
| 2009 | A Shine of Rainbows                       | A Shine of Rainbows                       | Maire                  |
| 2010 | The Last Word                             | The Last Word                             |                        |
| 2010 | Tonight at Noon                           | Tonight at Noon                           | Laura                  |
| 2013 | Ninfomaníaca                              | Ninfomaníaca                              | Katherine              |
| 2014 | 3 Days to Kill                            | 3 Dias para Matar                         | Christine Renner       |
| 2016 | Løvekvinnen                               | A Leoa                                    | Eva Grjothornet        |
| 2017 | Wonder Woman                              | Mulher Maravilha                          | Rainha Hipólita        |
| 2017 | Justice League                            | Liga da Justiça                           | Rainha Hipólita        |
| 2017 | Stratton                                  | Stratton - Forças Especiais               | Summer                 |
| 2021 | Zack Snyder's Justice League              | Zack Snyder's Justice League              | Rainha Hipólita        |
| 2024 | Gladiator 2                               | Gladiador 2                               | Lucilla                |

### Televisão
| Ano  | Título                            | Papel              | Notas        |
| ---- | --------------------------------- | ------------------ | ------------ |
| 1988 | Colletti bianchi                  | Marilù             |              |
| 2006 | Law & Order: Special Victims Unit | Detetive Dani Beck | 6 episódios  |
| 2014 | The Following                     | Lily Gray          | 10 episódios |

## Prêmios e indicações
| Ano  | Resultado | Premiação                  | Categoria                | Título                   |
| ---- | --------- | -------------------------- | ------------------------ | ------------------------ |
| 2000 | Indicado  | Sierra Awards              | Melhor Atriz Coadjuvante | Gladiador                |
| 2001 | Indicado  | Screen Actors Guild Awards | Melhor Elenco            | Gladiador                |
| 2001 | Venceu    | Empire Awards              | Melhor Atriz             | Gladiador                |
| 2003 | Indicado  | Saturn Awards              | Melhor Atriz Coadjuvante | Retratos de Uma Obsessão |
| 2004 | Venceu    | Zulu Awards                | Melhor Atriz             | Brothers                 |
| 2004 | Venceu    | Silver Seashell            | Melhor Atriz             | Brothers                 |
| 2005 | Venceu    | Special Jury Prize         | Performance              | Brothers                 |
| 2005 | Indicado  | European Film Awards       | Melhor Atriz             | Brothers                 |
| 2005 | Venceu    | Bodil Awards               | Melhor Atriz             | Brothers                 |